# Зайкин, Владимир Ефимович
Владимир Ефимович Зайкин — советский хозяйственный, государственный и политический деятель.

## Биография
Родился в 1938 году в деревне Прудок. Член КПСС с 1976 года.
С 1959 года — на хозяйственной, общественной и политической работе. В 1959—1998 гг. — колхозник колхоза «Ударник» деревни Прудок, помощник машиниста, машинист экскаватора управления механизации строительных работ Волгоградгидростроя Министерства энергетики и электрификации СССР в городе Волжский Волгоградской области.
Указами Президиума Верховного Совета СССР от 22 апреля 1975 года и от 31 марта 1981 года награждён орденами Трудовой Славы 3-й и 2-й степеней.
Указом Президиума Верховного Совета СССР от 29 апреля 1986 года награждён орденом Трудовой Славы 1-й степени.
Делегат XXVII съезда КПСС.
Умер в Волжском в 2003 году.